# بنجامين وود
بنجامين وود (بالإنجليزية: Benjamin Wood)‏ هو صحفي وسياسي أمريكي، ولد في 13 أكتوبر 1820 في نيويورك في الولايات المتحدة، وتوفي بنفس المكان في 21 فبراير 1900. حزبياً، نشط في الحزب الديمقراطي. وقد انتخب عضو مجلس ولاية نيويورك وانتخب عضو مجلس النواب الأمريكي.